# Río Irkut
El río Irkut (en ruso: Иркут; mongol: Эрхүү гол. Erjuu gol) es un río de Rusia, afluente por la izquierda del Angará. Tiene una longitud de 488 km, drena una cuenca hidrográfica de 15.000 km² y su caudal medio anual es de 138 m³/s.
Administrativamente, el río discurre por la república de Buriatia y el óblast de Irkutsk.

## Geografía
El río Irkut nace en el sudoeste de Buriatia, en los montes Sayanes orientales, en el nordeste del macizo de Munku-Sardyk. Este macizo granítico, con sus 3.491 m de altura máxima, constituye la parte más elevada de los Sayanes.

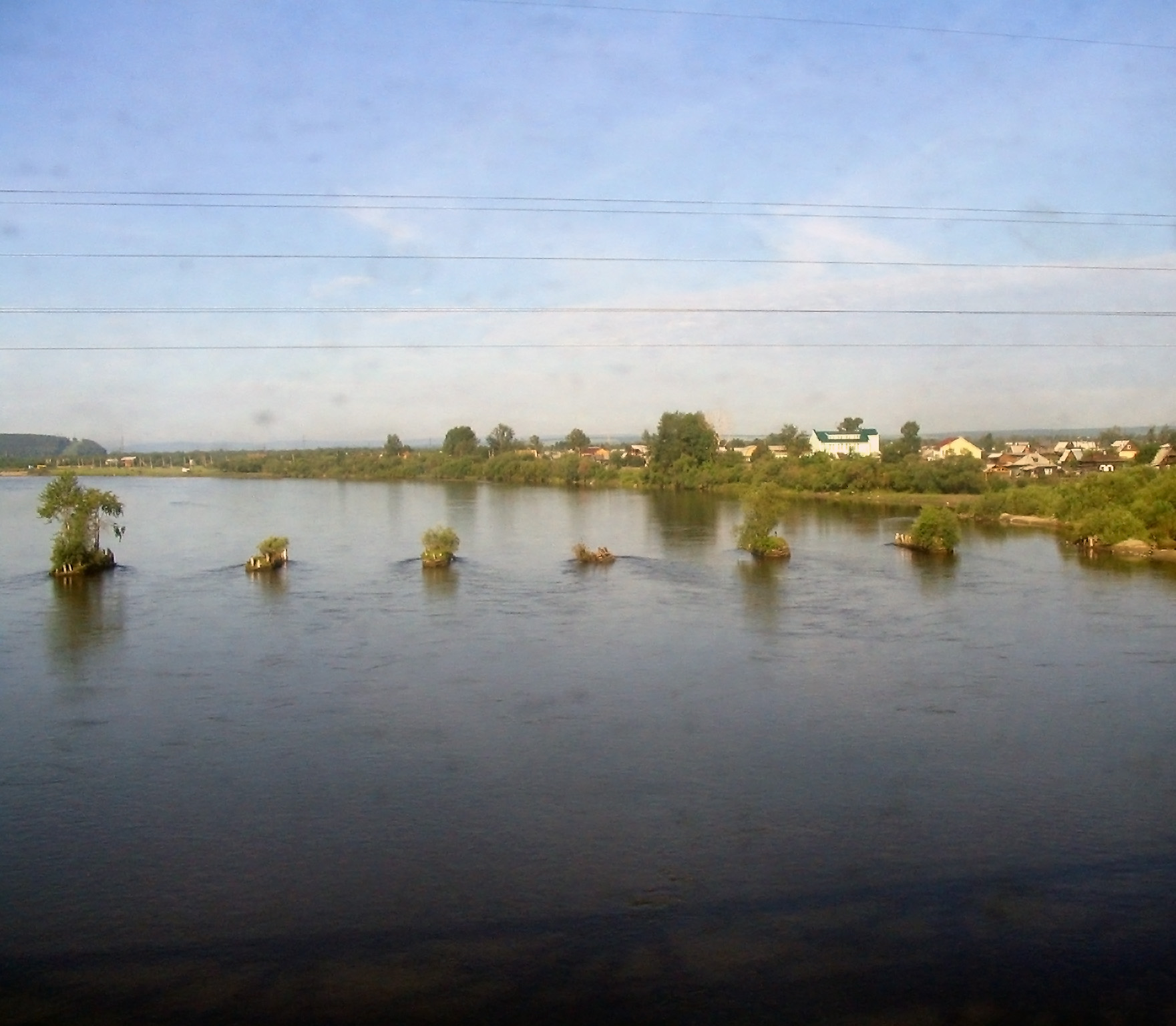
El río desde el ferrocarril Transiberiano.

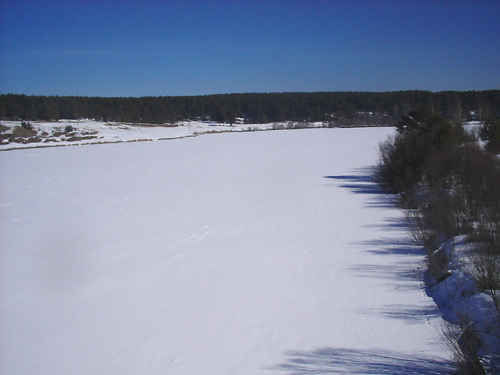
El río Irkut helado en invierno.

El constituyente Cherni Irkut nace aquí a una altitud de 1.875 m como emisario del lago Ilchir. Confluye con el Sredni Irkut y el Bieli Irkut para formar el Irkut propiamente dicho. El torrente discurre y se convierte en río en su recorrido por Buriatia. El río se abre paso a través del Gran Sayán y separa a este de los montes Tunkinski, que culminan en los 3.284 m del pico Strelnikova.
El río penetra entonces en la depresión de Tunka, donde recibe las aguas de sus afluentes, el Tunka y el Zun-Murin. Esta depresión constituye el prolongamiento emergido de la parte sudoeste del lago Baikal y está delimitada al norte por los montes Tunkisnki, y al sur por los montes Jamar-Dabán. Abandonando este gran valle hacia el norte, el río efectúa varios meandros cerrados en el seno del macizo montañoso, pasando por un sector con numerosos rápidos.
Finalmente, el Irkut desemboca en el Angará en la ciudad de Irkutsk, que fue construida alrededor de esta confluencia, situada a 405 m de altura.
El Irkut permanece desde el fin del mes de octubre hasta finales de abril o principios de mayo.

## Afluentes
- El Tunka
- El Zun-Murin

## Ciudades atravesadas
En el óblast de Irkutsk, el río atraviesa la ciudad de Shélejov antes de llegar, unos 50 km corriente abajo la ciudad de Irkutsk.

## Hidrometría - Caudal en Irkutsk
El caudal del Irkut ha sido observado durante 61 años (1927-1987) en Irkutsk, capital del óblast homónimo, y situada eb su confluencia en el río Angará.
El caudal interanual observado en Irkutsk durante este periodo fue de 138 m³/s para una superficie tenida en cuenta de 15.000 km², es decir la cuenca completa del río. La lámina de agua vertida en la cuenca alcanza la cifra de 291 mm por año, que puede ser considerada como relativamente elevada.
El periodo de crecidas va de mayo de septiembre inclusive, con un pico en julio. El periodo de estiaje se desarrolla de noviembre a abril, y corresponde a las importantes heladas que se abaten sobre toda la región, sobre todo en las zonas montañosas.
El caudal medio mensual observado en febrero (mínimo de estiaje) es de 22,6 m³/s, que supone el 5% del caudal del mes de julio (máximo del año) que es de 342 m³/s, lo que muestra la importancia de las variaciones estacionales.
En el periodo de observación de 61 años, el caudal mensual mínimo ha sido de 12,2 m³/s en febrero de 1982, mientras que el caudal mensual máximo fue de 810 m³/s en julio de 1942.
Considerando únicamente el periodo estival, libre de hielos (de mayo a octubre inclusive), el caudal mensual mínimo observado ha sido de 80,6 m³/s en octubre de 1927. Un caudal mensual estival inferior a 80 m³/s es del todo excepcional. 
Caudal medio mensual del Irkut en la estación hidrométrica de Irkutsk
(Datos calculados en 61 años - en m³/s)

## Turismo
- El Irkut es popular entre los amantes de los deportes náuticos.
- Casi la totalidad de su curso superior está incluido en el perímetro del parque natural Tunkinski, que debe su nombre en la depresión de Tunka.